# Alaba Akintola
Alaba Akintola Olukunle (* 14. September 2001 in Ondo) ist ein nigerianischer Leichtathlet, der sich auf den Sprint spezialisiert hat. 2024 siegte er mit der nigerianischen 4-mal-100-Meter-Staffel bei den Afrikaspielen in Accra.

## Sportliche Laufbahn
Erste internationale Erfahrungen sammelte Alaba Akintola im Jahr 2018, als er bei den Jugend-Afrikaspielen in Algier in 10,37 s die Silbermedaille im 100-Meter-Lauf gewann. Anschließend nahm er an den Olympischen Jugendspielen in Buenos Aires teil und gewann dort die Silbermedaille. Im Jahr darauf schied er bei den Juniorenafrikameisterschaften in Abidjan mit 10,73 s im Halbfinale über 100 Meter aus und belegte in 21,52 s den siebten Platz im 200-Meter-Lauf. Zudem gewann er in der 4-mal-100-Meter-Staffel in 40,21 s die Goldmedaille. 2021 begann er ein Studium an der Middle Tennessee State University in den Vereinigten Staaten und im Jahr darauf schied er bei den Commonwealth Games in Birmingham mit 21,16 s im Halbfinale über 200 Meter aus und gewann mit der Staffel in 38,81 s gemeinsam mit Udodi Onwuzurike, Favour Ashe und Raymond Ekevwo die Bronzemedaille hinter den Teams aus England und Trinidad und Tobago. 2023 schied er bei den Weltmeisterschaften in Budapest mit 20,75 s im Halbfinale über 200 Meter aus und verpasste mit der Staffel mit 38,20 s den Finaleinzug. Im Jahr darauf siegte er mit der Staffel in 38,41 s gemeinsam mit Israel Okon Sunday, Emmanuel Ekanem Consider und Usheoritse Itsekiri bei den Afrikaspielen in Accra und über 200 Meter belegte er in 21,12 s den fünften Platz. Im Mai sicherte er der nigerianischen 4-mal-100-Meter-Staffel bei den World Athletics Relays auf den Bahamas einen Startplatz bei den Olympischen Spielen in Paris, ehe er bei den Afrikameisterschaften in Douala in 21,45 s den achten Platz über 200 Meter belegte. Zudem gewann er im Staffelbewerb in 38,84 s gemeinsam mit Kayinsola Ajayi, Usheoritse Itsekiri und Godson Oghenebrume die Silbermedaille hinter dem nigerianischen Team. Im August verpasste er bei den Olympischen Sommerspielen in Paris mit 38,20 s den Finaleinzug mit der Staffel.
In den Jahren 2022 und 2023 wurde Akintola nigerianischer Meister im 200-Meter-Lauf sowie 2022 auch in der 4-mal-100-Meter-Staffel.

## Persönliche Bestleistungen
- 100 Meter: 10,04 s (+1,9 m/s), 15. Mai 2022 in San Antonio
  - 60 Meter (Halle): 6,61 s, 28. Januar 2023 in Albuquerque
- 200 Meter: 20,26 s (+1,3 m/s), 25. Mai 2022 in Bloomington
  - 200 Meter (Halle): 20,59 s, 19. Februar 2023 in Birmingham